# Монооксотрихлороаурат(III) серебра
Монооксотрихлороаурат(III) серебра — неорганическое соединение,
оксосоль серебра, золота и соляной кислоты с формулой Ag2[OAuCl3],
жёлтые кристаллы,
не растворяется в воде.

## Получение
- Растворение хлорида золота(III) в воде с образованием аквакислоты:

{\displaystyle {\mathsf {Au_{2}Cl_{6}+2H_{2}O\ {\xrightarrow {}}\ 2H_{2}[OAuCl_{3}]}}}
с последующим осаждением ионами серебра
{\displaystyle {\mathsf {2AgNO_{3}+H_{2}[OAuCl_{3}]\ {\xrightarrow {}}\ Ag_{2}[OAuCl_{3}]\downarrow +2HNO_{3}}}}

## Физические свойства
Монооксотрихлороаурат(III) серебра образует жёлтые кристаллы.
Не растворяется в воде.